# Lijst van Stolpersteine in Gennep

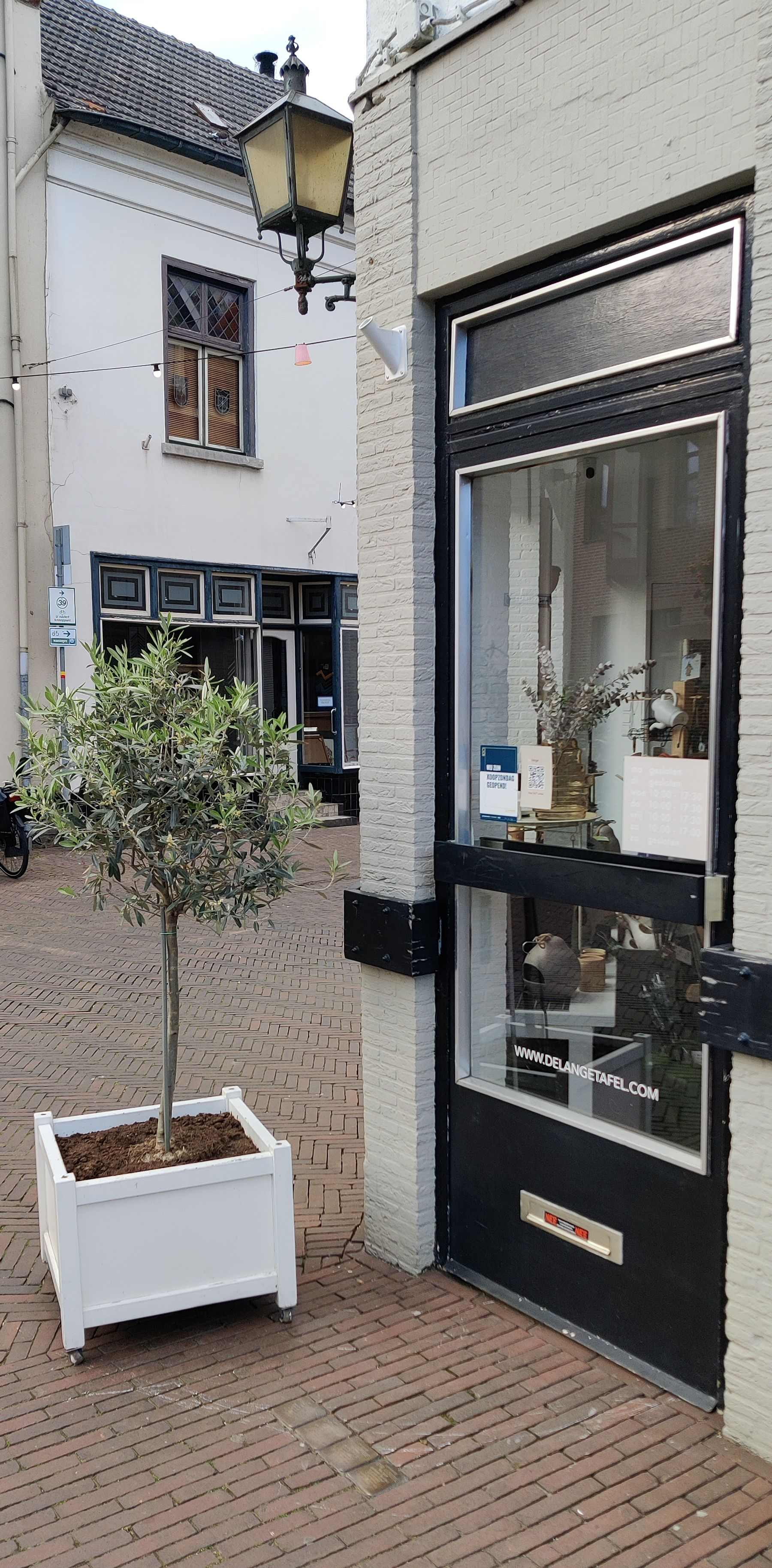
Stolpersteine voor de familie Andriesse in Gennep

De lijst van Stolpersteine in Gennep geeft een overzicht van de gedenkstenen die in de gemeente Gennep in de Nederlandse provincie Limburg zijn geplaatst in het kader van het Stolpersteine-project van de Duitse beeldhouwer-kunstenaar Gunter Demnig.
Stolpersteine zijn opgedragen aan slachtoffers van het nationaalsocialisme, al diegenen die zijn vervolgd, gedeporteerd, vermoord, gedwongen te emigreren of tot zelfmoord gedreven door het nazi-regime. Demnig legt voor elk slachtoffer een aparte steen, meestal voor de laatste zelfgekozen woning.
Omdat het Stolpersteine-project doorloopt, kan deze lijst onvolledig zijn.

## Stolpersteine
In Gennep liggen 22 Stolpersteine op acht adressen.

### Gennep
| Afbeelding | Inscriptie | Adres                                              | Herdachte persoon                       |
| ---------- | --- | -------------------------------------------------- | --------------------------------------- |
|            | HIER WOONDE HENRI ANDRIESSE GEB. 1897 VERDREVEN 9.4.1943 GEVANGEN VUGHT GEDEPORTEERD UIT WESTERBORK VERMOORD 16.7.1943 SOBIBOR                                                       | Markt 15 Kaart (OSM)                               | Henri Andriesse (1897–1943)             |
|            | HIER WOONDE HILDEGARD ANDRIESSE GEB. 1918 VERDREVEN 25.8.1942 GEDEPORTEERD UIT WESTERBORK VERMOORD 30.8.1942 AUSCHWITZ                                                               | Middelweg 32 Kaart (OSM)                           | Hildegard Andriesse (1918–1942)         |
|            | HIER WOONDE JULIUS ANDRIESSE GEB. 1885 VERDREVEN 25.8.1942 GEDEPORTEERD UIT WESTERBORK VERMOORD 6.3.1943 LUDWIGSDORF                                                                 | Brugstraat 16 voorheen Schoolstraat 16 Kaart (OSM) | Julius Andriesse (1885–1943)            |
|            | HIER WOONDE SAMUEL ANDRIESSE GEB. 1890 VERDREVEN 9.4.1943 GEVANGEN VUGHT GEDEPORTEERD UIT WESTERBORK VERMOORD 16.7.1943 SOBIBOR                                                      | Middelweg 32 Kaart (OSM)                           | Samuel Andriesse (1890–1943)            |
|            | HIER WOONDE SELLY ANDRIESSE GEB. 1932 VERDREVEN 9.4.1943 GEVANGEN VUGHT GEDEPORTEERD UIT WESTERBORK VERMOORD 11.6.1943 SOBIBOR                                                       | Markt 15 Kaart (OSM)                               | Selly Andriesse (1932–1943)             |
|            | HIER WOONDE WALTHER ANDRIESSE GEB. 1916 VERDREVEN 25.8.1942 GEDEPORTEERD UIT WESTERBORK VERMOORD APRIL 1943 OPPER-SILEZIË                                                            | Middelweg 32 Kaart (OSM)                           | Walther Andriesse (1916–1943)           |
|            | HIER WOONDE HELENE ANDRIESSE-HES GEB. 1895 VERDREVEN 25.8.1942 GEDEPORTEERD UIT WESTERBORK VERMOORD 30.8.1942 AUSCHWITZ                                                              | Brugstraat 16 voorheen Schoolstraat 16 Kaart (OSM) | Helene Andriesse-Hes (1895–1942)        |
|            | HIER WOONDE JULCHEN ANDRIESSE- JAKOBSOHN GEB. 1899 VERDREVEN 9.4.1943 GEVANGEN VUGHT GEDEPORTEERD UIT WESTERBORK VERMOORD 11.6.1943 SOBIBOR                                          | Markt 15 Kaart (OSM)                               | Julchen Andriesse-Jakobsohn (1899–1943) |
|            | HIER WOONDE JOHANNA ANDRIESSE-JESSE GEB. 1880 VERDREVEN 9.4.1943 GEVANGEN VUGHT GEDEPORTEERD UIT WESTERBORK VERMOORD 16.7.1943 SOBIBOR                                               | Middelweg 32 Kaart (OSM)                           | Johanna Andriesse-Jesse (1880–1943)     |
|            | HIER WOONDE BERTHA BOCK GEB. 1876 VERDREVEN 9.4.1943 GEVANGEN VUGHT GEDEPORTEERD UIT WESTERBORK VERMOORD 14.5.1943 SOBIBOR                                                           | Houtstraat 4-6 Kaart (OSM)                         | Bertha Bock (1876–1943)                 |
|            | HIER WOONDE HEDWIG BOCK GEB. 1890 VERDREVEN 25.8.1942 GEDEPORTEERD UIT WESTERBORK VERMOORD 30.8.1942 AUSCHWITZ                                                                       | Houtstraat 4-6 Kaart (OSM)                         | Hedwig Bock (1890–1942)                 |
|            | HIER WOONDE JOSEPHINA BOCK GEB. 1879 VERDREVEN 9.4.1943 GEVANGEN VUGHT GEDEPORTEERD UIT WESTERBORK VERMOORD 14.5.1943 SOBIBOR                                                        | Houtstraat 4-6 Kaart (OSM)                         | Josephina Bock (1879–1943)              |
|            | HIER WOONDE MAX BOCK GEB. 1877 VERDREVEN 9.4.1943 GEVANGEN VUGHT GEDEPORTEERD UIT WESTERBORK VERMOORD 14.5.1943 SOBIBOR                                                              | Zandstraat 6 Kaart (OSM)                           | Max Bock (1877–1943)                    |
|            | HIER WOONDE RACHEL BOCK- OPPENHEIMER GEB. 1879 VERDREVEN 9.4.1943 GEVANGEN VUGHT GEDEPORTEERD UIT WESTERBORK VERMOORD 14.5.1943 SOBIBOR                                              | Zandstraat 6 Kaart (OSM)                           | Rachel Bock-Oppenheimer (1879–1943)     |
|            | HIER WOONDE WERNER HERTOG GEB. 1909 VERDREVEN 25.8.1942 GEDEPORTEERD UIT WESTERBORK VERMOORD 29.3.1945 BUCHENWALD                                                                    | Brugstraat 16 voorheen Schoolstraat 16 Kaart (OSM) | Werner Hertog (1909–1945)               |
|            | HIER WOONDE ABRAHAM JAKOBSOHN GEB. 1861 VERDREVEN 9.4.1943 GEVANGEN VUGHT GEDEPORTEERD UIT WESTERBORK VERMOORD 14.5.1943 SOBIBOR                                                     | Markt 15 Kaart (OSM)                               | Abraham Jakobsohn (1861–1943)           |
|            | HIER WOONDE JACOB KAUFMAN GEB. 1890 VERDREVEN 9.4.1943 GEVANGEN VUGHT GEDEPORTEERD UIT WESTERBORK VERMOORD 16.7.1943 SOBIBOR                                                         | Zandstraat 40 Kaart (OSM)                          | Jacob Kaufman (1890–1943)               |
|            | HIER WOONDE JOHANNA (NANNIE) KAUFMAN GEB. 1930 VERDREVEN 9.4.1943 GEVANGEN VUGHT GEDEPORTEERD UIT WESTERBORK VERMOORD 11.6.1943 SOBIBOR                                              | Zandstraat 40 Kaart (OSM)                          | Johanna Kaufman (1930–1943)             |
|            | HIER WOONDE HENRIETTE KAUFMAN-LEEFSMA GEB. 1894 VERDREVEN 9.4.1943 GEVANGEN VUGHT GEDEPORTEERD UIT WESTERBORK VERMOORD 11.6.1943 SOBIBOR                                             | Zandstraat 40 Kaart (OSM)                          | Henriette Kaufman-Leefsma (1894–1943)   |
|            | HIER WOONDE HEDWIG KÖLLING- HIRSCHBERG GEB. 1882 GEARRESTEERD 8.9.1943 GEVANGEN SCHEVENINGEN, DORTMUND GEDEPORTEERD AUSCHWITZ VERMOORD 17.7.1944                                     | Nijmeegseweg 34 Kaart (OSM)                        | Hedwig Kölling-Hirschberg (1882–1944)   |
|            | HIER WOONDE JET VAN LEEUWEN GEB. 1872 VERDREVEN 9.4.1943 GEVANGEN VUGHT GEDEPORTEERD UIT WESTERBORK VERMOORD 14.5.1943 SOBIBOR                                                       | Spoorstraat 123 Kaart (OSM)                        | Jet van Leeuwen (1872–1943)             |
|            | HIER WOONDE ELLEN VAN LEEUWEN- HOFFMANN GEB. 1919 VERDREVEN 9.4.1943 GEARRESTEERD BERLIJN THERESIENSTADT, AUSCHWITZ GROSS-ROSEN OVERLEDEN BIJ TRANSPORT NAAR BERGEN-BELSEN JAN. 1945 | Spoorstraat 123 Kaart (OSM)                        | Ellen van Leeuwen-Hoffmann (1919–1945)  |

## Data van plaatsingen
- 21 april 2018[48]